# Желево
Жѐлево или Жѐльово (в горнокорещенския говор Жѐльоо или Жѐлео, на гръцки: Ανταρτικό, Андартико, катаревуса: Ανταρτικόν, Андартикон, до 1927 година Ζέλοβο, Зелово) е село в Република Гърция, в дем Преспа, област Западна Македония.

## География
Селото е разположено в областта Кореща (Корестия) на 30 километра югозападно от град Лерин (Флорина) и на 38 километра северно от Костур (Кастория) на брега на Рулската река, ляв приток на Бистрица (Алиакмонас). Разположено е под Бигла. Три четвърти от землището на селото е планинско. То граничи: на североизток със село Песодер, на север – с Герман, на северозапад с Рудари и Пъпли, на запад с Оровник и Буковик и на югоизток с Ощима и Търсие.

## История

### Етимология на името
Топонимът произхожда от личното име Жельо, съкратено от Жели-бор, Жели-мир, Жели-слав. Фото Томев предлага две народни етимологии на името. Едната е от голямо дърво в Старо Желево с големи жили, което било в центъра на селото, и от което със заместване на и с е от Жилаво се е получило Желево. Според втората народна етимология името е от името на турчина, от когото било купено мястото за селото – Джельо.
Източно от леката от ляво на дясно:Казанот, Дзембра, Клапата, Сливата, Боройчки рид, Велови Мочарки, Темова стена, Яновски Мочарки, Янчови ливади, Дробачката, Под Осово, Лаго, Брода, Кашарица, Разсадници, Фуруглица, Пелистър, Калето, Асанова падина, Езерцата, Георгова глава, Копанка, Люндзер, Ситките, Ранчейца, Равницата, Гушаец, Среден дол, Плочките, Дългиот рид, Попово орманче, Паправа Орница, Среден рид, Церот, Здражеец, Скапецо, Главата, Тополата и Галик.
На запад от реката от ляво на дясно: Каменова ливада, Чуките, Бачово Орниче, Преол, Темнилак, Манкова ливада, Цървениците, Питачот, Кокошка планина, Дабо, Братин дол, Калугерица, Кулата, Рендеш, Дукова глава, Братанов камен, Доловски дол, Купот, Мазниор, Анджийска ливада, Средците, Бельовец, Старо Желево, Лазина, Стар рид, Кулето, Сперковица, Среден дол, Бурлейца, Нозете, Желевско голинче, Ташова ливада, Конско търло, Голема ливада, Светичето, Манастирски рид, Рамна плоча, Широки мочарки и Киванца.

### В Османската империя
Първоначално селото е разположено в местност, известна като Старо Желево. Според местно предание 6 – 7 фамилии от полето след неуспешно въстание се заселели в Старо Желево, където имало гъста непроходима гора. Към 1915 година в Старо Желево са запазени основи на къщи. Според предания след наводнение местните жители основавали Ново Желево, като границите на селото били определени с бразда, изорана от два юнци близнаци. Първите заселници се занимавали с дърводобив и изработване на изделия от дърво – паници, лъжици, кутии, както и рала, яреми и колела за коли, които продавали в Лерин.
В XV век в Жельова са отбелязани поименно 92 глави на домакинства. В османските данъчни регистри от средата на XV век Желево е споменато с 35 глави на семейства и двама неженени: Йорг, Томо, Папа Яне, Стайо, Димо, Алекса, Йорг, Михал, Владо, Драгне, Йорг, Михос, Димо, Паско, Димитри, Йорг, Михо, Стайко, Нико, Владо, Михо, Михо, Дуко, Тодорос, Михо, Койо, Йорг, Васил, Тодор, Никола, Яно, Дуко, Димшор, Мартин, Папа Тодор, Бойо и Тодор. Общият приход за империята от селото е 2275 акчета.
В началото на XVIII век е построена църквата „Свети Николай“. В 1925 година на нейно място е издигната нова трикорабна базилика. Църквата „Свети Никола“ също е трикорабна базилика с кулообразна камбанария.
Много хора от Дебърско се заселват в Желево в началото на XIX век.
В края на XIX век Желево е българско село в Костурска каза на Османската империя. Александър Синве („Les Grecs de l’Empire Ottoman. Etude Statistique et Ethnographique“), който се основава на гръцки данни, в 1878 година пише, че в Зелова (Zélova) живеят 900 гърци. В „Етнография на вилаетите Адрианопол, Монастир и Салоника“, издадена в Константинопол в 1878 година и отразяваща статистиката на населението от 1873 г., Селево (Sélévo) е посочено като село в Костурска каза с 90 домакинства и 265 жители българи.

#### Поминък на желевци
Поминъкът на селото към XIX век е обусловен от факта, че три четвърти от землището е планинско. Останалата равнинна четвърт са градини, напоявани от реката. Селяните обработват лен и коноп, а по голите планински хълмове се сее ръж. Отглеждат се също така пшеница, мисер (царевица) и ечемик. По пасищата в планината се пасат говеда и овце, като скотовъдството е вторият основен поминък на селяните – една трета от желевци отглеждат овци и кози. Частъ от мъжете ходят на гурбет като строители в битолските села, други в Анадола, трети в Гърция като бичкиджии през зимата и малцина в Сърбия. След създаването на Княжество България и Източна Румелия, мнозина от желевци предпочитат да ходят на работа там. След Илинденското въстание в 1903 година започва гурбетчийство и в Северна Америка.

#### Българска просветна и църковна борба
В XIX век голямото село има по трима свещеници. Свещеник в края на XIX век е поп Константин, а след него и синът му Васил, починал между 1908 и 1910 година. Други свещеници са Димитър Войнов, Атанас Стойков, Йован Попов, като тези три фамилии дават много свещеници.
В 1882 година по инициатива на хаджи Павле Янков е построена втора църква в селото – „Свети Атанас“, но гръцкият владика в Костур отказва да я освети, докато не бъдат премахнати славянските надписи. Надписите са заличени до 1908 година.
След Освобождението на България се засилват възрожденските процеси в Желево. Според сведения в българския периодичен печат, на които се позовава патриарх Кирил Български, в селото към 1880 година функционира българско училище. Гръцкият владика пристига в Желево, за да се опита лично да го закрие. Според историка на селото Фото Томев първият опит за откриване на българско училище в селото е направен през 1883 година от Стоян Николов Ристовски, подкрепен от хаджи Павле Янков. Въпреки желанието на желевци обаче опитът се оказва неуспешен поради противодействието на гръцкия учител Никола.
Според статистиката на Васил Кънчов („Македония. Етнография и статистика“) в 1900 година Жельово има 1250 жители българи.
На Етнографската карта на Битолския вилает на Картографския институт в София от 1901 година Желево е чисто българско село в Костурската каза на Корчанския санджак с 220 къщи.
Селото е база на гръцките андарти, воюващи с българските чети на ВМОРО. По гръцки сведения към лятото на 1902 година в селото има 300 семейства, от които само 10 под върховенството на Българската екзархия, а останалите патриаршистки. По данни на секретаря на Екзархията Димитър Мишев („La Macédoine et sa Population Chrétienne“) в 1905 година в Желево има 1760 българи патриаршисти гъркомани и в селото работи гръцко училище.
По гръцки сведения след Илинденското въстание половината население на селото минава под върховенството на Екзархията, макар до 1907 година гъркоманите да контролират и двете селски църкви. И двамата гръцки свещеници поп Андон и поп Илия отказват да минат под Екзархията. През януари 1907 година 173 жители на селото се подписват в писмо до българския екзарх с искане да преминат под ведомството на Екзархията и да им се изпратят български учители. До лятото на 1908 година екзархийските семейства се обслужват от свещеника на село Ощима. Няколко седмици след Хуриета в селото започва работа първият екзархийски свещеник – местният жител Илия Траянов. В 1909 година в Желево има над 200 български екзархийски къщи от общо 250, като гъркоманите държат черквите и училището. Според Георги Константинов Бистрицки Желево преди Балканската война има 270 български къщи.
Към 1906 – 1907 година, след неколкогодишна борба, включваща съдебни дела и саботажи, желевци успяват да купят намиращия се на север от селото чифлик на Усеин ефенди. През 1909 година, няколко семейства, предимно екзархисти, купуват от Цафо бей местността Селца на запад от Желево.
Към 1908 година в Желево започва работа българско начално училище. Към 1911 година, след като са принудени да отстъпят сградата на училището на екзархистите, с помощи от Гърция патриаршистите си построяват ново, триетажно училище.
На етническата карта на Костурското братство в София от 1940 година, към 1912 година Желево е обозначено като българско селище.
Към 1912 година селото има около 270 къщи. В него работят две основни училища, едно първокласно и две църкви – „Свети Атанас“ и „Свети Николай“.

### В Гърция
През Балканската война в 1912 година селото е окупирано от гръцки части и остава в Гърция след Междусъюзническата война. Боривое Милоевич пише в 1921 година („Южна Македония“), че Зелово има 250 къщи славяни християни. В 1927 година селото е прекръстено на Андартикон, в превод андартско, бунтовническо. В междувоенния период известен брой желевци се изселват към Северна Америка.
В 1934 – 1935 година Спиро Лянджаков (Спирос Ляндзакис) издава в селото вестник „Неа Генеа“.
През Втората световна война в Желево е създадена чета на българската паравоенна организация Охрана, начело с Кузе Глигоров и Филе Бекяров. По време на Гражданската война Желево пострадва силно, като 200 семейства се изселват в Югославия и в други социалистически страни.
Според изследване от 1993 година селото е „славофонско“ и „македонският език“ в него е запазен на средно ниво.
| Име                       | Име               | Ново име           | Ново име            | Описание                                                    |
| ------------------------- | ----------------- | ------------------ | ------------------- | ----------------------------------------------------------- |
| Голина                    | Γκολίνα           | Фалакрон           | Φαλακρόν            | връх във Вич на И от Желево (1918 m)                        |
| Бигла Лунджа              | Βίγλα Λούτζα      | Корифи Лох. Тому   | Κορυφή Λοχ. Θώμου   | връх във Вич на И от Желево (1931,2 m)                      |
| Голема река               | Γκολέμα           | Мегало Рема        | Μεγάλο Ρέμα         | река във Вич на И от Желево, ляв приток на Рулската река    |
| Главата                   | Γκλάβατα          | Яну Анастасиу      | Γιάννου Άναστασίου  | връх във Вич на Ю от Желево (1193,6 m)                      |
| Палето                    | Πάλετο            | Йоану Никол.       | Ίωάννου Νικολ.      | връх във Вич на ЮИ от Желево (1403 m)                       |
| Главата Кокошка или Ямище | Γκλάβατα Κόκοσκα  | Павлу Киру         | Παύλου Κύρου        | връх в Корбец на З от Желево (1310,4 m)                     |
| Братинов камен            | Πρατονώφ Κάμεν    | Яну Христу         | Γιάννου Χρήστου     |                                                             |
| Бурачки рид               | Μπουράτσκι Ρίντ   | Андерисма Ляндзаки | Άντερισμα Λιαντζάκη |                                                             |
| Киската                   | Κίσκατα           | Фтери              | Φτέρη               |                                                             |
| Укалата                   | Ούκάλατα          | Кастро             | Κάστρο              | местност в Корбец на ССЗ от Желево и на И от Рудари         |
| Бели ден                  | Μπέλιντεν         | Ливадия            | Λιβαδια             |                                                             |
| Голема река               | Γκολέμα           | Аспрорема          | Άσπρόρεμα           | река в Корбец на С от Желево, десен приток на Рулската река |
| Курмо-Друмо               | Κούρμο-Ντρούμο    | Диаватон           | Διαβατόν            | връх във Вич на ЮЮИ от Желево (1316 m)                      |
| Клозето Влекалото         | Κλοζέτο Βαλεκάλτο | Полилофон          | Πολύλοφον           | връх във Вич на ЮИ от Желево (1089 m)                       |

Преброявания
- 1913 – 1415 души
- 1920 – 1262 души
- 1928 – 1136 души
- 1940 – 1040 души
- 1961 – 605 души
- 1971 – 418 души
- 1981 – 169 души
- 1991 – 133 души
- 2001 – 135 души
- 2011 – 84 души

## Емиграция в Северна Америка
В началото на ХХ век е поставено начало на процеса на изселване на жителите на Желево в Северна Америка. Първоначално желевци само работят, а впоследствие се установяват трайно в САЩ и Канада. Първи през 1902 година заминават на работа в САЩ Ламбро Николовски и Андрея Николовски. В Торонто, Канада първи се установяват братята Димитър и Христо Хаджипавлови, Спиро Додев и Кръсто Дибранов. След Илинденското въстание гурбетчилъкът отвъд Атлантика се засилва. През 1905 година 30 желевци пристигат на работа в Торонто. Благодарение на средствата, спечелени от желевци в Северна Америка, в годините преди Балканската война се забелязва видим напредък в селото – строят се къщи, купуват се земи и домашни животни. След Първата Световна война все повече желевци остават трайно в Канада. По някои оценки техният брой достига до около 400 семейства.

### Желевско братство в Торонто
Към 1906 година преселниците от Желево създават спомагателно Желевско братство в Торонто. Фото Томев посочва като година на основаване на първото Желевско братство 1907. Негов председател е Атанас Марковски, касиер Фото Марков. Скоро след това братството е закрито, но на 1 октомври 1921 година е създадено отново. За пръв председател е избран Търпо Стефов, а за секретар – Кръсто Петров. В дейността на братството се включват и патриаршисти. Целта на Желевското благотворително братството е да подпомага морално и материално своите членове. През 1929 година е учредено и Младежко дружество към Братството, но скоро след това е закрито. През 1948 година в Торонто е построен Желевски дом.

## Редовни събития
Традиционният празник на Желево е Свети Атанасий Велики летен, отбелязван на деня на смъртта на Свети Атанасий, 2 май.

## Личности
Сред най-известните жители на Желево са дейците на ВМОРО Трайко Желевски (1875 – 1925), Пандо Пеев (1881 – след 1943), Васил Бекяров и други. Същевременно тъй като в Желево има силна гъркоманска партия, от селото са и много дейци на гръцката пропаганда, сред които най-известният е Павел Киров – Кучкара (1863 – 1906). Емигранти от Желево в Югославия са художникът Танас Луловски (1940 – 2006) и политикът Коле Луловски (р. 1945).